# La Croix-de-la-Rochette
La Croix-de-la-Rochette är en kommun i departementet Savoie i regionen Auvergne-Rhône-Alpes i sydöstra Frankrike. Kommunen ligger i kantonen La Rochette som tillhör arrondissementet Chambéry. År 2022 hade La Croix-de-la-Rochette 382 invånare.

## Befolkningsutveckling
Antalet invånare i kommunen La Croix-de-la-Rochette
| Referens: INSEE |